# Rakowice Wielkie (gromada)
Rakowice Wielkie – dawna gromada, czyli najmniejsza jednostka podziału terytorialnego Polskiej Rzeczypospolitej Ludowej w latach 1954–1972.
Gromady, z gromadzkimi radami narodowymi (GRN) jako organami władzy najniższego stopnia na wsi, funkcjonowały od reformy reorganizującej administrację wiejską przeprowadzonej jesienią 1954 do momentu ich zniesienia z dniem 1 stycznia 1973, tym samym wypierając organizację gminną w latach 1954–1972.
Gromadę Rakowice Wielkie z siedzibą GRN w Rakowicach Wielkich utworzono – jako jedną z 8759 gromad na obszarze Polski – w powiecie lwóweckim w woj. wrocławskim, na mocy uchwały nr 21/54 WRN we Wrocławiu z dnia 2 października 1954. W skład jednostki weszły obszary dotychczasowych gromad: Rakowice Wielkie, Rakowice Małe, Kotliska i Radłówka ze zniesionej gminy Radłówka oraz Brunów ze zniesionej gminy Zbylutów w tymże powiecie. Dla gromady ustalono 15 członków gromadzkiej rady narodowej.
1 stycznia 1960 gromadę zniesiono, a jej obszar włączono do gromady Płakowice, oprócz wsi Kotliska i Rakowice Małe, które włączono do gromady Włodzice Wielkie – w tymże powiecie.